# Talar jachimowski

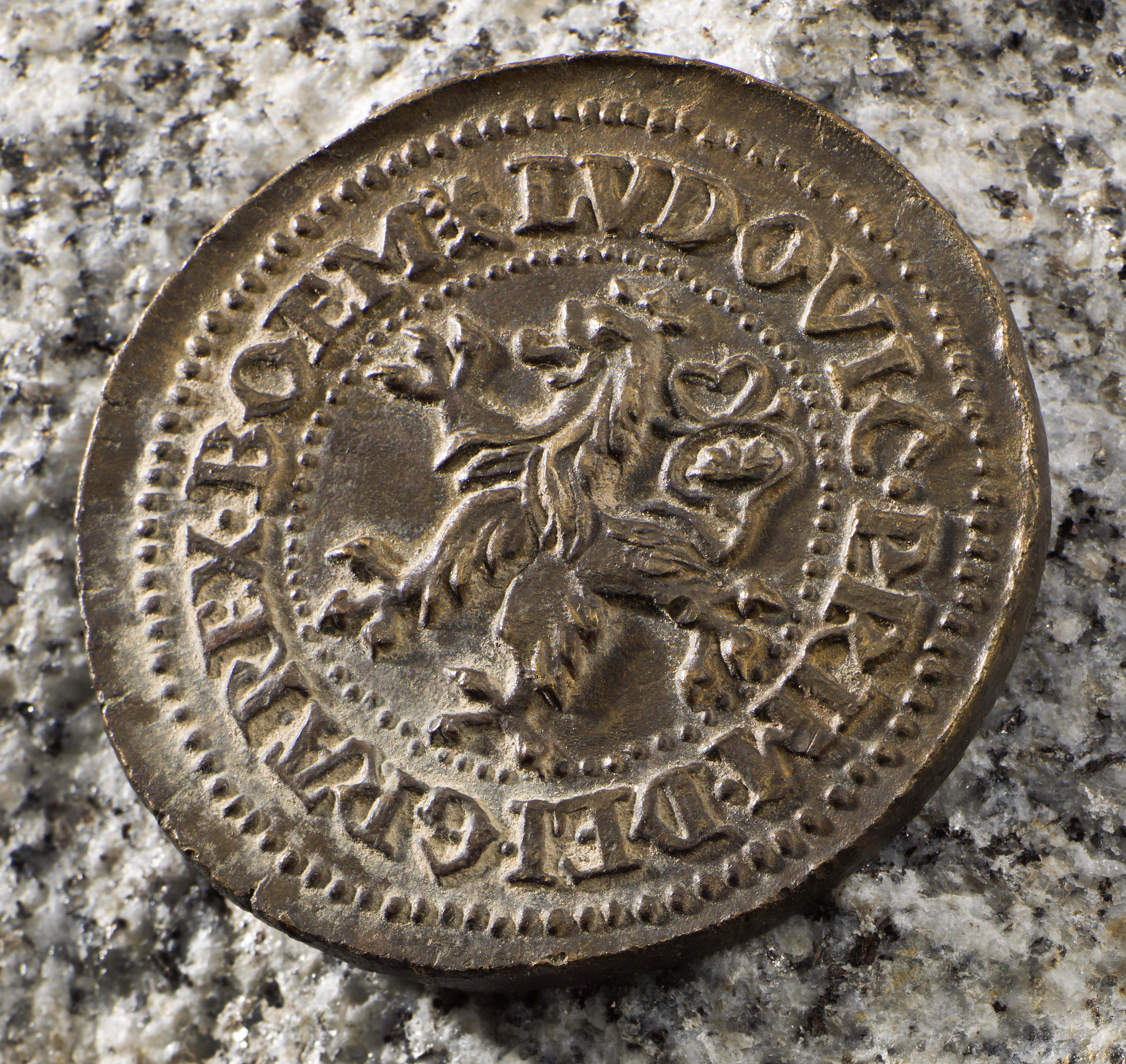

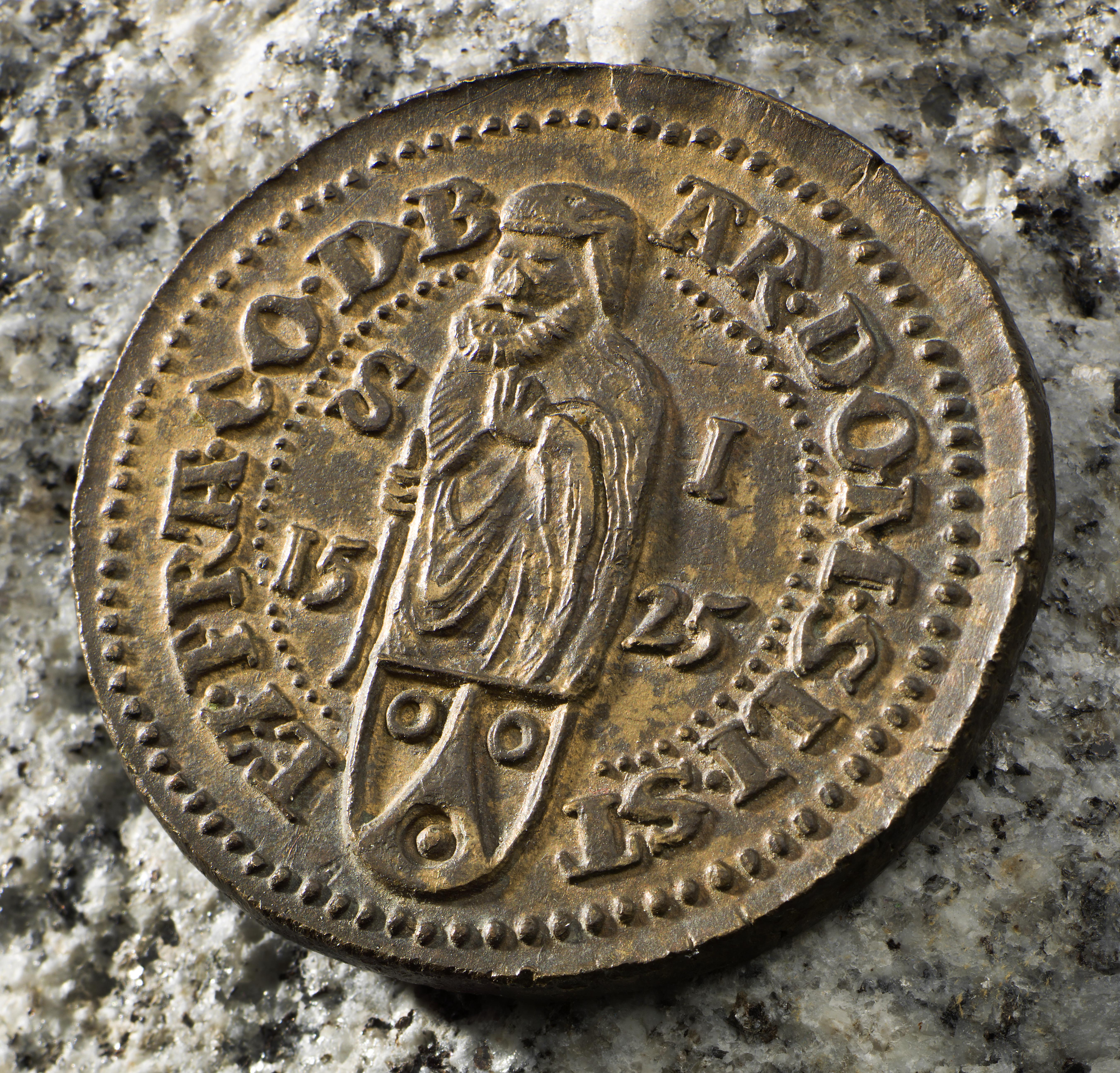

Talar jachimowski – srebrna moneta czeska o wartości talara, bita od 1519 r. w Jachimowie w Rudawach, gdzie od 1516 r. Stefan Schlick z braćmi eksploatował bogatą kopalnię srebra.
Schlickowie sprowadzili saskich mincerzy i według stopy saskiej rozpoczęli masową produkcję talarów, zwanych guldenami jachimowskimi (Joachimsthalergulden) – w skrócie talarami. Na ich awersie umieszczano czeskiego lwa i otokowy napis: LUDOVICVS PRIM D GRACIA R BO, a na rewersie postać miejscowego patrona – św. Jana i herb Schlicków, oraz napis w otoku: AR DOMI SLI STE ET FRA CO D B.
Przed przejęciem w 1528 r. mennicy jachimowskiej przez Ferdynanda I Habsburga Schlickowie zdążyli wybić 3,25 mln sztuk talarów.